# Силвер-Лиф (тауншип, Миннесота)
Силвер-Лиф (англ. Silver Leaf) — тауншип в округе Бекер, Миннесота, США. На 2000 год его население составило 493 человека.

## География
По данным Бюро переписи населения США площадь тауншипа составляет 93,8 км², из которых 90,7 км² занимает суша, а 3,1 км² — вода (3,26 %).

## Демография
По данным переписи населения 2000 года здесь находились 493 человека, 171 домохозяйство и 136 семей.  Плотность населения —  5,4 чел./км².  На территории тауншипа расположено 190 построек со средней плотностью 2,1 построек на один квадратный километр. Расовый состав населения: 98,78 % белых, 0,20 % — других рас США и 1,01 % приходится на две или более других рас. Испанцы или латиноамериканцы любой расы составляли 0,20 % от популяции тауншипа.
Из 171 домохозяйства в 38,0 % воспитывались дети до 18 лет, в 73,1 % проживали супружеские пары, в 4,7 % проживали незамужние женщины и в 19,9 % домохозяйств проживали несемейные люди. 16,4 % домохозяйств состояли из одного человека, при том 8,8 % из — одиноких пожилых людей старше 65 лет. Средний размер домохозяйства — 2,88, а семьи — 3,28 человека.
30,4 % населения — младше 18 лет, 9,1 % — в возрасте от 18 до 24 лет, 23,3 % — от 25 до 44, 26,8 % — от 45 до 64, и 10,3 % — старше 65 лет. Средний возраст — 37 лет. На каждые 100 женщин приходилось 104,6 мужчин.  На каждые 100 женщин старше 18 приходилось 110,4 мужчин.
Средний годовой доход домохозяйства составлял 36 458 долларов, а средний годовой доход семьи —  39 896 долларов. Средний доход мужчин —  24 886  долларов, в то время как у женщин — 18 500. Доход на душу населения составил 13 905 долларов. За чертой бедности находились 6,5 % семей и 5,8 % всего населения тауншипа, из которых 2,8 % младше 18 и 8,1 % старше 65 лет.